# 15a edició dels Premis Sant Jordi de Cinematografia
La 15a edició dels Premis Sant Jordi de Cinematografia (aleshores oficialment Premios San Jorge) va tenir lloc el 23 d'abril de 1971, patrocinada pel "Cine Forum" de RNE a Barcelona dirigit per Esteve Bassols Montserrat i Jordi Torras i Comamala. L'entrega va tenir lloc als Estudis de Miramar de TVE Catalunya. Hi van assistir a més dels premiats, Gemma Cuervo, Fernando Guillén, Irene Gutiérrez Caba, Queta Claver, Arturo Fernández i José Martín.

## Premis Sant Jordi
| Categoria                         | Premiat                                           | Labor premiada                   |
| --------------------------------- | ------------------------------------------------- | -------------------------------- |
| Millor pel·lícula espanyola       | Fortunata y Jacinta                               | Pel·lícula                       |
| Millor pel·lícula estrenada       | L'Aveu                                            | Costa-Gavras                     |
| Millor interpretació espanyola    | Emma Penella                                      | Fortunata y Jacinta              |
| Millor interpretació              | Geneviève Bujold                                  | Anna dels mil dies               |
| Millor curtmetratge               | ¿Qué se puede hacer con una chica?                | Antonio Drove                    |
| Millor sala de Barcelona          | Cine Fantasio                                     | -                                |
| Millor Cine Club de Catalunya     | Agrupació Fotogràfica i Cinematogràfica de Girona | -                                |
| Millor sala especial de Barcelona | Cine Publi                                        | -                                |
| Premi Especial del Jurat          | Ser o no ser                                      | En ocasió del seu 30è Aniversari |